# Слабун, Григорий Яковлевич
Григорий Яковлевич Слабун (15 ноября 1918, хутор Бабариковка, Изюмский уезд, Харьковская губерния — неизвестно, Константиновка, Донецкая область) — стекловар Константиновского завода «Автостекло» Министерства промышленности строительных материалов Украинской ССР, Донецкая область. Герой Социалистического Труда (1966).

## Биография
Родился в 1918 году в крестьянской семье на хуторе Бабариковка Изюмского уезда. По окончании местной школы трудился в сельском хозяйстве. В августе 1938 года призван на службу в Красную Армию. С 1943 году участвовал в Великой Отечественной войне. Воевал в составе Военно-морского флота. В мае 1948 года демобилизовался.
Трудился стекловаром на Константиновском заводе «Автостекло» (основан в 1899, закрыт в 1996 году), который был флагманом по производству стекла для советской промышленности. На заводе изготавливались иллюминаторы для самолётов, космических, надводных и подводных кораблей, стёкла для перископов. Здесь также были изготовлены первые рубиновые звёзды Кремля, саркофаг В. И. Ленина, марблит станций Московского метрополитена, хрустальная чаша для фонтана на Всемирной выставке в Нью-Йорке, 200 прожекторов для ночного наступления во время Берлинской операции.
Ежегодно показывал высокие трудовые результаты. За успешное выполнение правительственного задания по изготовлению изделий для ракетной техники, космического корабля-спутника «Восток» и осуществление первого полёта космического корабля с человеком на борту награждён медалью «За трудовую доблесть».
Досрочно выполнил личное социалистическое обязательство и плановые задания Семилетки (1959—1965). Указом Президиума Верховного Совета СССР от 28 июля 1966 года удостоен звания Героя Социалистического Труда за «выдающиеся успехи, достигнутые в выполнении заданий семилетнего плана по развитию промышленности строительных материалов» с вручением ордена Ленина и золотой медали «Серп и Молот».
После выхода на пенсию проживал в Константиновке. С 1980 года — персональный пенсионер союзного значения. Дата смерти не установлена.

## Награды
- Герой Социалистического Труда
- Орден Ленина
- Медаль «За трудовое отличие» (17.06.1961)
- Почётный гражданин Константиновки[1].